# Koen Verweij
Koen Verweij (n. 26 august 1990, Alkmaar, Olanda de Nord, Țările de Jos) este un patinator de viteză ce a reprezentat Regatul Țărilor de Jos, medaliat olimpic. A participat la o ediție a Jocurilor Olimpice (2014) în care a câștigat o medalie de aur și o medalie de argint.